# CAPES de philosophie
 (octobre 2016).
Le certificat d'aptitude au professorat de l'enseignement du second degré (dit CAPES) section philosophie (externe et interne), est organisé pour recruter les professeurs certifiés enseignant la philosophie dans les établissements scolaires du second degré (collèges et lycées) français.
Les enseignants titulaires de ce certificat sont des fonctionnaires de l'État, et sont soumis au statut général de la fonction publique et au statut particulier du corps des professeurs certifiés.

## Concours externe
Le programme du CAPES de philosophie est le programme des collèges et des lycées.

### Épreuves d’admissibilité
| Épreuve                                   | Durée | Coefficient |
| 1. Épreuve écrite disciplinaire           | 6h    | 2           |
| 2. Épreuve écrite disciplinaire appliquée | 6h    | 2           |

### Épreuves d’admission
| Épreuve                | Préparation | Durée                                             | Coefficient |
| 1. Épreuve de leçon    | 6h          | 1h exposé : 0h40 entretien : 0h20                 | 5           |
| 2. Épreuve d'entretien | 0h          | 0h35 présentation : 0h15 mise en situation : 0h20 | 3           |

L'épreuve d'entretien avec le jury consiste, pour la première partie, en une présentation du parcours du candidat qui l'a amené à se diriger dans cette voie. La seconde partie de l'entretien consiste en deux mises en situation professionnelle visant à vérifier l'appropriation des valeurs de la République par le candidat 

## Concours interne
Le programme des épreuves est celui des lycées d'enseignement général et technologique et des collèges.

### Épreuve d’admissibilité
| Épreuve                                                              | Coefficient |
| Épreuve de reconnaissance des acquis de l'expérience professionnelle | 1           |

Cette épreuve prend appui sur un dossier remis par le candidat au ministre chargé de l’Éducation dans le délai et selon les modalités fixées par l’arrêté d’ouverture du concours. Le dossier est examiné par le jury qui le note de 0 à 20, puis est soumis à une double correction. Il n'est pas rendu anonyme.
Le dossier de Raep comporte deux parties :
- Dans une première partie (2 pages dactylographiées maximum), le candidat décrit les responsabilités qui lui ont été confiées durant les différentes étapes de son parcours professionnel, dans le domaine de l'enseignement, en formation initiale (collège, lycée, apprentissage) ou, le cas échéant, en formation continue des adultes.

- Dans une seconde partie (6 pages dactylographiées maximum), le candidat indique et commente les choix didactiques et pédagogiques qu'il a effectués, relatifs à la conception et à la mise en œuvre d'une ou de plusieurs séquences d'enseignement, au niveau de classe donné, dans le cadre des programmes et référentiels nationaux, en liaison, le cas échéant, avec d'autres enseignants ou avec des partenaires professionnels.

### Épreuve d’admission
| Épreuve                                                             | Préparation | Durée                               | Coefficient |
| 1. Épreuve professionnelle : Analyse d’une situation d’enseignement | 2h          | 1h15 exposé : 0h30 entretien : 0h45 | 2           |

L’épreuve prend appui sur un dossier proposé par le jury qui tient compte du niveau d’enseignement (collège ou lycée) dans lequel le candidat a une expérience. Le candidat fait connaître ce niveau au moment de l’inscription au concours. Le candidat doit analyser les documents constituant le dossier proposé. Dans son exposé, il précise l’utilisation qu’il ferait de ces documents dans la classe ou dans les classes indiquées dans le dossier. Il définit ses objectifs ; expose les modalités et la progression de sa démarche ; propose des exercices ; explique les résultats attendus.
L’entretien a pour base la situation d’enseignement proposée et est étendu à certains aspects de l’expérience professionnelle du candidat.